# 参議院議長公邸
参議院議長公邸（さんぎいんぎちょうこうてい）は、参議院議長の住居および迎賓施設である。国家公務員宿舎法が設置根拠法になっている。

## 概要
1961年（昭和36年）に完成した建物は銅板葺の切妻屋根で和洋折衷の作りとなっており、本館、事務棟、居住棟の3棟からなる。
閑院宮邸の跡地に建てられており、衆議院議長公邸と隣接している。
公邸東側入口前には華族女學校（現在の学習院女子高等科）遺蹟碑がある。

## 副議長公邸
参議院副議長公邸は、東京都港区麻布永坂町25番にある。